# Mezinárodní den pletení
Mezinárodní den pletení na veřejnosti byl ustanoven v roce 2005 Danielle Landesovou a koná se každý rok druhou sobotu v červnu.
Mezinárodní den pletení je největší událostí na světě pořádanou pletaři. Každou místní událost organizuje dobrovolník nebo skupina dobrovolníků. V minulosti někteří lidé tuto událost využívali jako způsob, jak ukázat veřejnosti, že „pletou nejen babičky“ a představit pletení spíše jako zajímavou společenskou aktivitu.
V roce 2005 se konalo asi 25 místních událostí po celém světě, v roce 2006 se konalo přibližně 70 místních událostí a v roce 2007 již téměř 200. V průběhu let se konaly místní události v Austrálii, Číně, Srbsku, Anglii, Finsku, Francii, Irsku, Norsku, Polsku, Slovinsku, Jihoafrické republice, Švédsku, Spojených státech amerických, Kanadě a Německu.